# 国際連合安全保障理事会決議708
国際連合安全保障理事会決議708（こくさいれんごうあんぜんほしょうりじかいけつぎ708 英: United Nations Council Resolution 708）は、1991年8月28日に国際連合安全保障理事会で採択された決議。1991年8月14日に国際司法裁判所（英: International Court of Justice）第13代長官を務めたタスリム・エリアスが死去したことに伴い、1991年12月5日に判事を補充するための選挙を国際連合安全保障理事会と国際連合総会（第46会期）において実施することを決定するためである。
タスリム・エリアスは1976年から国際司法裁判所の判事の任に就いており、1979年から1981年まで副長官、1981年から1985年まで長官を務めた。判事としての任期は1994年2月までとなっていた。